# Prem'er-Liga 2004
La Prem'er-Liga 2004 fu la tredicesima edizione della massima serie del campionato russo di calcio; vide la vittoria finale del Lokomotiv Mosca, giunto al suo secondo titolo. Capocannoniere del torneo fu Aleksandr Keržakov, calciatore dello Zenit San Pietroburgo, con 18 reti.

## Stagione

### Novità
Dalla Prem'er-Liga 2003 erano stati retrocessi l'Uralan e il Černomorec Novorossijsk, mentre dalla Pervyj divizion 2003 erano stati promossi l'Amkar Perm' e il Kuban'. Prima dell'inizio della stagione lo Spartak-Alanija tornò alla denominazione Alanija Vladikavkaz dopo una sola stagione. Il Saturn-REN TV tornò alla denominazione Saturn priva del nome dello sponsor. La Torpedo-Metallurg cambiò denominazione in FK Mosca ufficialmente il 28 maggio 2004.

### Formula
Le sedici squadre partecipanti si sono affrontate in un girone all'italiana con partite di andata e ritorno per un totale di 30 giornate. La prima classificata al termine della stagione regolare era designata campione di Russia e ammessa al secondo turno di qualificazione della UEFA Champions League 2005-2006. Le squadre seconda e terza classificate venivano ammessa in Coppa UEFA 2005-2006, assieme alla vincitrice della Coppa di Russia. Le ultime due classificate erano retrocesse in Pervyj divizion.

## Squadre partecipanti
| Club                   | Stagione | Città           | Stadio                          | Stagione 2003               |
| ---------------------- | -------- | --------------- | ------------------------------- | --------------------------- |
| Alanija Vladikavkaz    | dettagli | Vladikavkaz     | Respublikanskij stadion Spartak | 13º posto in Prem'er-Liga   |
| Amkar Perm'            | dettagli | Perm'           | Stadio Zvezda                   | 1º posto in Pervyj divizion |
| CSKA Mosca             | dettagli | Mosca           | Stadio Dinamo                   | Campione di Russia          |
| Dinamo Mosca           | dettagli | Mosca           | Stadio Dinamo                   | 6º posto in Prem'er-Liga    |
| FK Mosca               | dettagli | Mosca           | Stadio Ėduard Strel'cov         | 14º posto in Prem'er-Liga   |
| Kryl'ja Sovetov Samara | dettagli | Samara          | Stadio Metallurg (Samara)       | 9º posto in Prem'er-Liga    |
| Kuban'                 | dettagli | Krasnodar       | Stadio Kuban'                   | 2º posto in Pervyj divizion |
| Lokomotiv Mosca        | dettagli | Mosca           | Stadio Lokomotiv                | 4º posto in Prem'er-Liga    |
| Rostov                 | dettagli | Rostov sul Don  | Stadio Olimp-2                  | 11º posto in Prem'er-Liga   |
| Rotor                  | dettagli | Volgograd       | Stadio Centrale                 | 12º posto in Prem'er-Liga   |
| Rubin                  | dettagli | Kazan'          | Stadio Centrale di Kazan'       | 3º posto in Prem'er-Liga    |
| Saturn                 | dettagli | Ramenskoe       | Saturn Stadium                  | 7º posto in Prem'er-Liga    |
| Šinnik                 | dettagli | Jaroslavl'      | Stadio Šinnik                   | 5º posto in Prem'er-Liga    |
| Spartak Mosca          | dettagli | Mosca           | Stadio Lužniki                  | 10º posto in Prem'er-Liga   |
| Torpedo Mosca          | dettagli | Mosca           | Stadio Lužniki                  | 8º posto in Prem'er-Liga    |
| Zenit San Pietroburgo  | dettagli | San Pietroburgo | Stadio Petrovskij               | 2º posto in Prem'er-Liga    |

## Classifica finale
|  | Pos. | Squadra                | Pt | G  | V  | N  | P  | GF | GS | DR  |
|  | ---- | ---------------------- | -- | -- | -- | -- | -- | -- | -- | --- |
|  | 1.   | Lokomotiv Mosca        | 61 | 30 | 18 | 7  | 5  | 44 | 19 | +25 |
|  | 2.   | CSKA Mosca             | 60 | 30 | 17 | 9  | 4  | 53 | 22 | +31 |
|  | 3.   | Kryl'ja Sovetov Samara | 56 | 30 | 17 | 5  | 8  | 50 | 41 | +9  |
|  | 4.   | Zenit San Pietroburgo  | 56 | 30 | 17 | 5  | 8  | 55 | 37 | +18 |
|  | 5.   | Torpedo Mosca          | 54 | 30 | 16 | 6  | 8  | 53 | 37 | +16 |
|  | 6.   | Šinnik                 | 44 | 30 | 12 | 8  | 10 | 29 | 29 | +0  |
|  | 7.   | Saturn                 | 41 | 30 | 10 | 11 | 9  | 37 | 30 | +7  |
|  | 8.   | Spartak Mosca          | 40 | 30 | 11 | 7  | 12 | 43 | 44 | -1  |
|  | 9.   | FK Mosca               | 40 | 30 | 10 | 10 | 10 | 38 | 39 | -1  |
|  | 10.  | Rubin                  | 33 | 30 | 7  | 12 | 11 | 32 | 31 | +1  |
|  | 11.  | Amkar Perm'            | 30 | 30 | 6  | 12 | 12 | 27 | 42 | -15 |
|  | 12.  | Rostov                 | 29 | 30 | 7  | 8  | 15 | 28 | 42 | -14 |
|  | 13.  | Dinamo Mosca           | 29 | 30 | 6  | 11 | 13 | 27 | 38 | -11 |
|  | 14.  | Alanija Vladikavkaz    | 28 | 30 | 7  | 7  | 16 | 28 | 52 | -24 |
|  | 15.  | Kuban'                 | 28 | 30 | 6  | 10 | 14 | 26 | 42 | -16 |
|  | 16.  | Rotor                  | 22 | 30 | 4  | 10 | 16 | 28 | 53 | -25 |

Legenda:
      Campione di Russia e ammessa alla UEFA Champions League 2005-2006.
      Ammessa alla Coppa UEFA 2005-2006.
      Retrocesse in Pervyj divizion 2005.
Note:
Tre punti a vittoria, uno a pareggio, zero a sconfitta.

## Risultati
|                       | LoM  | CSK  | Kry  | Zen  | ToM  | Šin  | Sat  | SpM  | FKM  | Rub  | Amk  | Ros  | DiM  | Ala  | Kub  | Rot  |
| --------------------- | ---- | ---- | ---- | ---- | ---- | ---- | ---- | ---- | ---- | ---- | ---- | ---- | ---- | ---- | ---- | ---- |
| Lokomotiv Mosca       | –––– | 1-0  | 1-0  | 0-1  | 3-1  | 3-0  | 2-0  | 0-0  | 0-1  | 0-0  | 0-0  | 1-1  | 2-1  | 3-0  | 3-0  | 0-1  |
| CSKA Mosca            | 0-1  | –––– | 1-1  | 3-3  | 3-3  | 1-1  | 2-0  | 2-1  | 0-0  | 1-0  | 3-0  | 2-0  | 0-0  | 1-0  | 3-1  | 3-0  |
| Kryl'ja Sovetov       | 1-0  | 1-1  | –––– | 0-1  | 2-5  | 1-2  | 1-1  | 4-2  | 2-1  | 2-1  | 1-0  | 2-1  | 4-1  | 4-2  | 2-1  | 1-0  |
| Zenit San Pietroburgo | 0-2  | 0-3  | 1-2  | –––– | 3-1  | 1-0  | 2-2  | 2-0  | 2-3  | 4-3  | 0-0  | 0-1  | 2-0  | 3-2  | 1-0  | 3-2  |
| Torpedo Mosca         | 1-1  | 0-1  | 0-1  | 3-1  | –––– | 2-0  | 1-2  | 2-1  | 1-1  | 1-0  | 3-2  | 4-1  | 3-1  | 3-2  | 3-1  | 1-0  |
| Šinnik                | 0-2  | 2-1  | 0-1  | 2-1  | 3-1  | –––– | 1-0  | 1-1  | 1-1  | 1-1  | 2-1  | 1-0  | 1-0  | 1-1  | 1-0  | 2-1  |
| Saturn                | 1-2  | 0-1  | 1-2  | 1-3  | 1-1  | 0-0  | –––– | 2-2  | 1-1  | 1-1  | 1-1  | 2-0  | 0-0  | 5-1  | 2-1  | 2-0  |
| Spartak Mosca         | 1-3  | 0-2  | 3-1  | 0-3  | 1-2  | 1-0  | 0-2  | –––– | 3-2  | 2-0  | 6-0  | 1-0  | 2-2  | 0-1  | 1-1  | 1-1  |
| FK Mosca              | 1-2  | 1-4  | 5-1  | 1-1  | 0-2  | 3-2  | 2-1  | 2-3  | –––– | 1-0  | 3-1  | 2-2  | 1-0  | 0-0  | 2-2  | 1-0  |
| Rubin Kazan'          | 0-0  | 2-1  | 1-3  | 1-1  | 2-0  | 0-1  | 0-1  | 2-0  | 3-0  | –––– | 2-2  | 1-1  | 2-2  | 4-1  | 2-0  | 1-1  |
| Amkar Perm'           | 0-1  | 0-0  | 3-1  | 0-2  | 2-1  | 1-1  | 1-1  | 0-2  | 1-0  | 2-2  | –––– | 2-0  | 0-1  | 1-0  | 1-2  | 1-1  |
| Rostov                | 1-2  | 1-3  | 0-1  | 2-1  | 0-4  | 0-0  | 1-2  | 3-1  | 1-2  | 1-0  | 0-0  | –––– | 2-0  | 0-0  | 1-1  | 4-1  |
| Dinamo Mosca          | 2-4  | 1-1  | 1-1  | 0-2  | 1-1  | 1-0  | 0-2  | 1-1  | 1-0  | 0-0  | 3-1  | 0-1  | –––– | 1-0  | 0-1  | 5-0  |
| Alanija Vladikavkaz   | 1-2  | 1-4  | 1-4  | 0-3  | 0-0  | 2-1  | 0-3  | 0-2  | 1-0  | 0-0  | 1-2  | 0-0  | 4-2  | –––– | 2-0  | 1-1  |
| Kuban'                | 2-1  | 0-3  | 1-1  | 1-3  | 1-2  | 1-0  | 0-0  | 1-2  | 0-0  | 1-0  | 0-0  | 3-1  | 0-0  | 2-3  | –––– | 1-1  |
| Rotor                 | 2-2  | 1-3  | 3-2  | 2-5  | 0-1  | 0-2  | 1-0  | 2-3  | 1-1  | 0-1  | 2-2  | 3-2  | 0-0  | 0-1  | 1-1  | –––– |

## Statistiche

### Classifica marcatori
| Gol |  |  | Giocatore          | Squadra                |
| --- |  |  | ------------------ | ---------------------- |
| 18  |  |  | Aleksandr Keržakov | Zenit San Pietroburgo  |
| 17  |  |  | Andrej Karjaka     | Kryl'ja Sovetov Samara |
| 15  |  |  | Dmitrij Syčëv      | Lokomotiv Mosca        |
| 15  |  |  | Aleksandr Panov    | Torpedo Mosca          |
| 10  |  |  | Héctor Bracamonte  | FK Mosca               |
| 10  |  |  | Roman Pavljučenko  | Spartak Mosca          |
| 10  |  |  | Valerij Esipov     | Rotor                  |
| 10  |  |  | Oleksandr Spivak   | Zenit San Pietroburgo  |